# 寺井智之
寺井 智之（てらい ともゆき、1974年8月6日 - ）は、日本の男性声優。大阪府岸和田市出身。EARLY WING所属。日本芸術専門学校講師、WAHO學院校長。

## 略歴
以前はぷろだくしょんバオバブ、ウィットプロモーション、カレイドスコープに所属していた。
役者活動を続けながら、EARLY WING附属養成所のWAHO學院で声優の育成・指導を行い、逢坂良太や大坪由佳、白井悠介や酒井広大、東城日沙子、田村奈央、古川由利奈、今村彩夏、山谷祥生、土岐隼一、松岡一平などの役者が輩出している。
役者としての活動を続けながら、WAHO學院の生徒や他の専門学校へ赴き多くの声優の技術・演技の指導を行っている。

## 人物
音域はG - E。方言は関西弁。
趣味・特技は箸集め、サッカー観戦、和食料理、演劇鑑賞、カラオケ、ゲーム。
資格は普通免許。

## 出演

### テレビアニメ
1995年
- 爆れつハンター（村人）

1996年
- 逮捕しちゃうぞ（桐谷、男B、不良C）
- 少年サンタの大冒険（村人）

1997年
- エルフを狩るモノたちII（監視員、村人）
- はれときどきぶた（タイ先生）
- みすて♡ないでデイジー（通行人）

1998年
- AWOL -Absent Without Leave-（ソロモン兵）
- 春庭家の3人目（招き猫）

2003年
- 犬夜叉（村人、漁師）
- キノの旅 -the Beautiful World-（ウェイター機械、同志C）

2004年
- クロノクルセイド（若い男A）
- ケロロ軍曹（2004年 - 2005年、轟君、店主）
- 砂ぼうず（兵士）
- 爆裂天使（ニュースアナ、メガライダー、レポーター）
- 忘却の旋律（男）

2005年
- 奥さまは魔法少女（アキバA）
- ガラスの仮面平成版（松本清）
- GIRLSブラボー second season（通行人1）
- SHUFFLE!（街の人）
- ラムネ（アナウンサー、教師、男子生徒B）

2006年
- おとぎ銃士 赤ずきん（若者）
- 地獄少女 二籠（俊の友達）

2007年
- AYAKASHI（梶原平馬）
- 史上最強の弟子ケンイチ（門弟）

2008年
- Mission-E（男、サラリーマン）
- ワールド・デストラクション 〜世界撲滅の六人〜

2009年
- テガミバチ（2009年 - 2011年、ヘイホー、ディンゴA）- 2シリーズ
- 乃木坂春香の秘密 ぴゅあれっつぁ♪（若者B）

2010年
- 俺の妹がこんなに可愛いわけがない（日本史教師）
- 薄桜鬼 碧血録（荒井郁之助）

2012年
- 君と僕。2（生活指導）

2013年
- 世界でいちばん強くなりたい!（観客）
- 絶対防衛レヴィアタン（ドムドム・ダムダム）
- 八犬伝―東方八犬異聞―（憲兵）
- ビビッドレッド・オペレーション（船員B）
- ローゼンメイデン（新アニメ）（斉藤〈兄〉）

2014年
- 白銀の意思 アルジェヴォルン（部下）

2018年
- 銀魂.（第七師団員A）

### OVA
- 銀河英雄伝説（1996年）
- 戦闘妖精雪風（2002年、艦内放送）
- ジャスティーン（副長）
- パワードール

### webアニメ
- 女の子ものがたり

webCM
- キングダム セブンフラッグス

### ゲーム
- ツインズストーリー きみにつたえたくて…（1998年、城崎響）
- ラグナロク 〜光と闇の皇女〜（2011年、ベルクト[7]）
- ギンガフォース（2013年、ゲンゾウ[8]）
- 閃乱カグラ SHINOVI VERSUS -少女達の証明-（2013年、東元[2]）
- 魔界戦記ディスガイア4（風祭源十郎[2]）
- 北斗の拳 〜北斗神拳伝承者の道〜（ハート）
- ソウルマスター（ラクラク他）
- 義経英雄伝修羅（佐井弘資）
- 三國志曹操伝ONLINE（呂蒙/王甫）
- 魔女と百騎兵
- ラングリッサー （ジークハルト）
- 逆転オセロニア （エルツドラッヘ）

### ドラマCD
- 魔術師オーフェン[2]
- Vassalord.（モリス）
- AYAKASHI（梶原平馬）
- ローゼンメイデン（斉藤兄）
- バカとテストと召喚獣（根本恭二）
- ひぐらしのなく頃に
- クオ・ヴァディス
- ありす in Cyberland
- 町長選挙
- イン・ザ・プール
- 鉄拳
- 仕立屋工房 Artelier Collection

### 吹き替え
- ジェーン（フィッチャム）
- セイディ my ダイアリー（英語: Naturally, Sadie）（ロン・ユマ）
- デッドコースター（エバン・ルイス〈テレビ版〉[2]）
- プリズン・ブレイク（シーズン3 マクグレデ[2]）
- ダーク・プレイス（ヘンネス）
- ロストボーイ2（アレックス）
- シティ・オブ・メン（フィニーニョ）
- 超時空戦記レヴェレーター（オロス）
- パニックゾーン 制御不能（英語: Airborne）（ケニー）
- 奇襲戦線ナチス弾道ミサイルを撃破せよ！（ロシア語: Баллада о бомбере）（アンドレイ[2]）
- DATSUGOKU -脱獄-（英語: The Escapist）（ジェームス・レーシー）
- ブラッドアウト（英語: Blood Out）（デヴィット）
- ロスト（ハーバート）
- プリズナー（テレル）
- コールドケース 迷宮事件簿（若いチップ）
- 4400 未知からの生還者（トロイ）
- メントーズ（ロン）
- マルコム in the Middle（スコット）
- ゴッサム・シティ・エンジェル（少年）
- 22世紀ファミリー〜フィルにおまかせ〜（審判）
- 10人の泥棒たち（警備員4[9]）
- 殺人を無罪にする方法（ロドリゲス検事補〈ジェフリー・デ・セラーノ〉）
- 運命の7秒（英語: Seven Seconds）（ジェームズ・コネリー）
- スーパーブック（ヨセフ）
- ハイ!ハイ! パフィー・アミユミ
- the Good Cop（英語: The Good Cop）[2]（ホッジス）
- KILLJOYS/銀河の賞金ハンター （ハロルド）

### 特撮
- 超光戦士シャンゼリオン（博士ヴィンスーの声）

### ボイスオーバー
- ヒストリーチャンネル
  - 古代帝国の先端技術
  - 古代からの発見
  - 失われた世界の謎
- ディスカバリーチャンネル
  - ゴシップの真相
- アニマルプラネット
  - 動物なぜなぜ調査隊

### デジタルコミック
- BeeTV
  - GTO（袋田はじめ 他[2]）
  - 新宿スワン（吉川哲 他[2]）
  - 賭博黙示録カイジ[2]
  - 熱いぞ!猫ヶ谷!!
  - PEACE MAKER鐵
  - 寄生獣（ジョー）
  - 近キョリ恋愛（ナレーション）
  - 王様たちのヴァイキング  （猪野英樹）
- UULA
  - クロサギ（白石陽一）
  - ギャングキング（サイコ）

### ラジオ
- うみぶたらじお（DNEメディアステーション、2009年11月24日 - 2010年5月3日）